# Nastro d'argento a la millor comèdia
El Nastro d'argento (Cinta de plata) és un premi cinematogràfic concedit anyalment, des de 1946, pel Sindicat Nacional de Periodistes Cinematogràfics Italians (Sindacato Nazionale dei Giornalisti Cinematografici Italiani) l'associació italiana de crítics de cinema. Aquesta és la llista dels guanyadors del Nastro d'argento a la millor comèdia, que fou establert el 2009.

## Guanyadors
Els guanyadors estan indicats en negreta, seguits dels altres candidats.

### Anys 2000-2010
- 2009: Ex, dirigida per Fausto Brizzi
  - Diverso da chi?, dirigida per Umberto Carteni
  - Generazione mille euro, dirigida per Massimo Venier
  - Italians, dirigida per Giovanni Veronesi
  - Si può fare, dirigida per Giulio Manfredonia

### Anys 2010-2019
- 2010: Mine vaganti, dirigida per Ferzan Özpetek
  - Cado dalle nubi, dirigida per Gennaro Nunziante
  - Genitori & figli - Agitare bene prima dell'uso, dirigida per Giovanni Veronesi
  - Happy Family, dirigida per Gabriele Salvatores
  - Io, loro e Lara, dirigida per Carlo Verdone

- 2011: Nessuno mi può giudicare, dirigida per Massimiliano Bruno
  - Benvenuti al Sud, dirigida per Luca Miniero
  - Boris - Il film, dirigida per Giacomo Ciarrapico, Mattia Torre i Luca Vendruscolo
  - Che bella giornata, dirigida per Gennaro Nunziante
  - Femmine contro maschi, dirigida per Fausto Brizzi
  - Gianni e le donne, dirigida per Gianni Di Gregorio
  - Immaturi, dirigida per Paolo Genovese
  - La banda dei Babbi Natale, dirigida per Paolo Genovese
  - La vita facile, dirigida per Lucio Pellegrini
  - Maschi contro femmine, dirigida per Fausto Brizzi
  - Qualunquemente, dirigida per Giulio Manfredonia
  - Senza arte né parte, dirigida per Giovanni Albanese

- 2012: Posti in piedi in paradiso, dirigida per Carlo Verdone
  - Ciliegine, dirigida per Laura Morante
  - Immaturi - Il viaggio, dirigida per Paolo Genovese
  - I più grandi di tutti, dirigida per Carlo Virzì
  - La kryptonite nella borsa, dirigida per Ivan Cotroneo

- 2013: Viaggio sola, dirigida per Maria Sole Tognazzi
  - Benvenuto Presidente!, dirigida per Riccardo Milani
  - Buongiorno papà, dirigida per Edoardo Leo
  - Tutti contro tutti, dirigida per Rolando Ravello
  - Una famiglia perfetta, dirigida per Paolo Genovese

- 2014: Song'e Napule, dirigida per Manetti Bros.
  - La mossa del pinguino, dirigida per Claudio Amendola
  - Smetto quando voglio, dirigida per Sydney Sibilia
  - Sotto una buona stella, dirigida per Carlo Verdone
  - Tutta colpa di Freud, dirigida per Paolo Genovese

- 2015: Noi e la Giulia, dirigida per Edoardo Leo
  - Fino a qui tutto bene, dirigida per Roan Johnson
  - Il nome del figlio, dirigida per Francesca Archibugi
  - Italiano medio, dirigida per Maccio Capatonda
  - Latin Lover, dirigida per Cristina Comencini

- 2016: Perfetti sconosciuti, dirigida per Paolo Genovese
  - Dobbiamo parlare, dirigida per Sergio Rubini
  - Io e lei, dirigida per Maria Sole Tognazzi
  - Natale col boss, dirigida per Volfango De Biasi
  - Quo vado?, dirigida per Gennaro Nunziante

- 2017: L'ora legale, de Salvo Ficarra i Valentino Picone
  - Lasciati andare, de Francesco Amato
  - Moglie e marito, de Simone Godano
  - Omicidio all'italiana, de Maccio Capatonda
  - Orecchie, de Alessandro Aronadio

- 2018: Come un gatto in tangenziale, de Riccardo Milani
  - Ammore e malavita, dela Manetti Bros.
  - Benedetta follia, de Carlo Verdone
  - Brutti e cattivi, de Cosimo Gomez
  - Metti la nonna in freezer, de Giancarlo Fontana i Giuseppe G. Stasi
  - Smetto quando voglio - Ad honorem, de Sydney Sibilia

- 2019: Bangla, dirigida per Phaim Bhuiyan
  - Bentornato Presidente, dirigida per Giancarlo Fontana e Giuseppe G. Stasi
  - Croce e delizia, dirigida per Simone Godano
  - Dolceroma, dirigida per Fabio Resinaro
  - Troppa grazia, dirigida per Gianni Zanasi

### Anys 2020-2029
- 2020: Figli, dirigida per Giuseppe Bonito
  - Il primo Natale, dirigida per Salvo Ficarra i Valentino Picone
  - Lontano lontano, dirigida per Gianni Di Gregorio
  - Odio l'estate, dirigida per Massimo Venier
  - Tolo Tolo, dirigida per Luca Medici